# Bataille de Vouhledar
Invasion de l'Ukraine par la Russie
Batailles
Offensive de Kiev (Jytomyr, Kiev) : 
- 1re Hostomel
- Tchernobyl
- Ivankiv
- Kiev
- 2e Hostomel
- Vassylkiv
- Boutcha
- Irpin
  - Bombardement de réfugiés
- Jytomyr
- Mochtchoun
- Makariv
- Brovary

Offensive du Nord (Tchernihiv, Soumy) :
- Hloukhiv
- Slavoutytch
- Bombardements
- Soumy
- Trostianets
- Tchernihiv
- Okhtyrka
- Lebedyn
- Konotop
- Romny
- Desna
- Escarmouches frontalières

Russie  (Briansk, Belgorod) :
- Incursions en Russie occidentale
  - Oblast de Briansk
  - Oblasts de Belgorod et de Koursk
    - Incursions de 2024

  - Bombardement de Belgorod
- Oblast de Koursk (août 2024)

Campagne de l'Est (Donetsk, Louhansk, Kharkiv)
Kharkiv :
- 1re Kharkiv
  - Tchouhouïv
  - Bombardements : en février
  - en mars
  - en avril
  - du bâtiment administratif
- Izioum
- 2e Kharkiv
  - Balaklia
  - 1re Koupiansk
  - Chevtchenkove
- 3e Kharkiv

Nord du Donbass:
- Starobilsk
- Sloviansk
  - Dovhenke
  - 1re Lyman
  - Sviatohirsk
  - Bohorodychne et Krasnopillia
  - Bombardements : Bilohorivka
  - Kramatorsk
- Sievierodonetsk
  - Kreminna
  - Donets
  - Roubijné
  - Popasna
  - Tochkivka
  - Massacre
- Lyssytchansk
- 2e Kharkiv
  - Balaklia
  - 1re Koupiansk
  - Chevtchenkove
  - 2e Lyman
- Oblast de Louhansk
  - Ligne Svatove-Kreminna
  - Serebryansky
  - 2e Koupiansk

 Centre du Donbass:
- Horlivka
- Popasna
- Svitlodarsk
- Bakhmout
  - Soledar
- Siversk
- Tchassiv Iar
- Toretsk

Sud du Donbass :
- Volnovakha
- Marioupol
  - Bombardements : de l'hôpital
  - du théâtre
  - de l'école d'art
- Pisky
- Vouhledar
  - Pavlivka
- Marïnka
- Contre-offensive de 2023
- Avdiïvka
- Novomykhaïlivka
- Pokrovsk
  - Krasnohorivka
  - Toretsk
- Bombardements :
- Makiïvka
- Donetsk

Campagne du Sud (Mykolaïv, Kherson, Zaporijjia)
- 1re Kherson
- Odessa
- Melitopol
- Mykolaïv
  - Bombardements : à fragmentation
  - du bâtiment administratif
- 1re Berdiansk
- Zaporijjia
- Tchornobaïvka
- Enerhodar
- Voznessensk
- Houliaïpole
- Davydiv Brid
- 2e Berdiansk
- Nova Kakhovka
- 2e Kherson
  - Doudtchany
- Dniepr
- Tchoulakivka
- Contre-offensive de 2023
  - Robotyne

Frappes aériennes dans l'Ouest et le Centre de l'Ukraine
- Lviv (02/2022)
- Vinnytsia (03/2022)
- Yavoriv (03/2022)
- Deliatyne (03/2022)
- Dnipro

Guerre navale
- Île des Serpents (02/2022)
- Moskva (04/2022)

Attaques en Crimée
- Novofedorivka (08/2022)
- Djankoï (08/2022)
- Pont de Crimée (10/2022)
- Base navale de Sébastopol (10/2022)
- Pont de Crimée (07/2023)
- Base navale de Sébastopol (09/2023)

Débordement
- Aéroport de Millerovo
- Sabotages en Russie
- Attaques en Transnistrie
- Sabotage des gazoducs Nord Stream
- Terrain d'entraînement militaire de Soloti
- Explosions en Pologne
- Bases aériennes de Dyagilevo et Engels-2
- Base aérienne de Minsk-Matchoulichtchi
- Crise russo-moldave de 2023
  - Accusations de tentative de coup d'État en Moldavie
- Incident de drone de 2023 en mer Noire
- Rébellion du groupe Wagner

Massacres
- Tchernihiv
- Boutcha
- Borodianka
- Olenivka
- Izioum

La bataille de Vouhledar est un engagement militaire, ayant lieu de mars 2022 à octobre 2024, dans le cadre de l'offensive de l'est de l'Ukraine lors de l'invasion russe. Les Forces armées russes et les forces de la république populaire de Donetsk engagent des opérations militaires contre les Forces armées ukrainiennes dans la petite ville de Vouhledar dans l'oblast de Donetsk, quelques jours après avoir pris le contrôle de la ville de Volnovakha.
Cette bataille se poursuit en 2023, avec le lancement d'une nouvelle attaque russe à la fin du mois de janvier. Après d'importantes pertes en blindés pendant plus de deux ans, l'armée russe encercle la ville et la conquiert début octobre 2024.

## Contexte
Le 1er mars 2022, Denis Pouchiline, le chef de la RPD, annonce que les forces de la RPD ont complètement encerclé la ville voisine de Volnovakha, ainsi que l'imminence de la bataille de Marioupol qui commence à être bombardée.
Le 11 mars, l'Ukraine ouvre 12 couloirs humanitaires pour l'évacuation des villes attaquées par l'armée russe dont Volnovakha-Valerianivka-Novoandriyivka-Kirilivka-Vouhledar-Pokrovsk.
Le 12 mars, Pavlo Kyrylenko, le gouverneur de l'oblast de Donetsk, déclare que les forces russes avaient complètement détruit Volnovakha et que la ville avait « effectivement cessé d'exister », mais que les combats se poursuivaient,. L'Associated Press confirme peu après que la ville est conquise par les séparatistes prorusses et qu'une grande partie a été détruite lors des combats. Plus tard, des responsables ukrainiens rapportent que le capitaine Pavlo Sbytov, le commandant du 503e bataillon ukrainien d'infanterie navale, avait été tué au combat.
Les troupes russes débutent le même jour les combats urbains à Marioupol, y concentrant un grand nombre de leurs forces après avoir pris le contrôle de la ville de Volnovakha, et redirigeant un plus petit nombre de positions vers des combats tactiques et positionnels à Donetsk afin de lancer une offensive majeure ultérieurement dans le Donbass,,.
Le 14 mars, un Su-25 ukrainien est abattu par les forces russes près de Volnovakha,.

## Déroulement

### Prologue (2022)
Le 13 mars, les forces russes commencent à accumuler des réserves pour attaquer Vouhledar et commencent à mener des frappes d'artillerie sur les quartiers résidentiels de la ville.
A partir du 14 mars, les russes tentent de percer en direction de Vouhledar en partant de Volnovakha, au sud-est, sans succès.
Fin mars, les forces ukrainiennes effectuent un retrait stratégique de Volnovakha afin de développer une défense stratégique près de la ville de Vouhledar et d'y d'arrêter la pénétration plus profonde des Russes depuis le sud vers les lignes de défense établies dans le Donbass occidental.
Le 6 avril, les Russes, avec l'intention de prendre d'assaut la ville avec de l'artillerie, tirent sur un entrepôt d'aide humanitaire, y tuant deux personnes et en blessant cinq autres. Le 7 avril, essayant également de poursuivre l'offensive dans la région de Vuhledar, des attaques à la roquette sur les positions ukrainiennes de Marïnka, Borivske et Solodke dans l'ouest. Les troupes russes bombardent la ville avec un hélicoptère.
Le 3 mai, vers 6 h 30, la ville est à nouveau bombardée. Trois personnes venues chercher de l'eau potable sont tuées.
Le 16 mai, une autre tentative d'offensive est lancée contre Vouhledar en direction de Kourakhove, mais échoue.
Le 7 juin, les forces russes intensifient les frappes aériennes et à la roquette sur les positions des unités ukrainiennes à Vouhledar. Le 23 juin, les forces russes ciblent les positions des troupes ukrainiennes à Vouhledar et Prečishtivka en direction de Novopavlovsk. Des frappes aériennes sont également menées dans les régions de Pavlivka et Shevchenko.
Dans les environs de Vouhledar, l'armée ukrainienne se bat contre les forces russes et force leurs hommes à battre en retraite. Afin d'identifier les points faibles de la défense ukrainienne, les forces russes déploient des groupes de reconnaissance dans les zones de Vremivka, Novosilki et Neskuchna. Les soldats ukrainiens les repoussent — leur infligeant probablement de lourdes pertes.
Le 28 juin, l'artillerie russe bombarde les zones de Vouhledar, Shevchenko, Vremivka, Zeleno Pole, Poltavka, Girke, Zalizuk et Oreja.
Le 29 octobre, les forces russes lancent une offensive dans le but de conquérir le village de Pavlivka, situé à 4 km à peine au Sud de Vouhledar. Pavlivka est conquise le 14 novembre 2022. Les forces russes franchissent la rivière Kashlahach en direction du nord afin d'attaquer Vouhledar.

### Attaques de blindés russes (2023-2024)
À partir du 23 janvier 2023, les forces russes intensifient l'offensive sur Vouhledar, revendiquant le contrôle du sud-est et de l'est de la ville, tandis que les autorités ukrainiennes assurent que les tentatives d'assaut russes sont restées infructueuses,. Cette attaque ferait partie d'un plan plus large visant à disperser les défenseurs ukrainiens avant une poussée plus forte dans un autre secteur du front, d'après l'Institut pour l'étude de la guerre.
Malgré le largage par les russes d'une bombe thermobarique le 27 janvier 2023, la ville reste sous le contrôle des forces armées ukrainiennes grâce à des contre-attaques de la 56e brigade motorisée.
Le commandant de la 14e brigade Spetsnaz de la Garde du GRU, le colonel Sergueï Poliakov, est tué le 3 février par un tir de l'artillerie ukrainienne sur son quartier-général.
Dans les jours qui suivent et en particulier le 8 février 2023, les forces russes auraient perdu, selon des sources ukrainiennes, une trentaine de chars de combat et véhicules blindés et trois cents hommes de la 155e brigade d'infanterie navale, unité d'élite de l'armée russe,. Durant le mois de février, tous les assauts russes sont repoussés avec la destruction de dizaines de chars et véhicules blindés russes en terrain découvert. Selon le New York Times, en trois semaines, au moins 130 chars et véhicules blindés russes auraient été « soufflés par les mines, frappés par l’artillerie ou détruits par des missiles antichars ». Selon Ben Wallace, le secrétaire d'État britannique à la Défense, plus de 1 000 soldats russes ont été tués en seulement deux jours et une brigade russe entière aurait été « anéantie ».
L'ISW estime qu'entre le 15 et le 23 février, les forces russes ont lancé plusieurs assauts sur Vouhledar, mais aucun changement territorial significatif n'est à signaler. Certains éléments de la 155e brigade d'infanterie navale refusent de participer à certains assauts. Fin février, face aux lourdes pertes en chars et véhicules subies par l'armée russe, celle-ci change de tactique et mène désormais des attaques d'infanterie sur la ville. Vladislav Bayak, commandant de la 72e brigade mécanisée, affirme que de nombreuses contre-attaques ukrainiennes résultent d'embuscades à l'aide de drones ou d'attaque de missiles antichars.
En mars 2023 selon les services de renseignements britanniques, les dirigeants militaires russes n’ont pas abandonné la perspective de capturer Vouhledar. Une seconde offensive d’ampleur demeure plausible.
Le 15 avril, le général de brigade ukrainien Oleksandr Tarnavsky publie une photo d'au moins quatre chars russes détruits près de Vouhledar. Le 21 avril, Valeri Zaloujny affirme avoir vaincu une nouvelle fois la 155e brigade de marines russe, les 35e et 56e brigades ukrainiennes ayant capturé plus de vingt soldats de l'unité lors d'une contre-attaque. Entre le 26 et le 28 avril, les forces ukrainiennes revendiquent la destruction d'au moins quatre chars T-80 et T-72 près de Nevel's'ke, une ville située à seulement 32 kilomètres au sud de Vouhledar. En mai 2023, des soldats ukrainiens en première ligne près de Vouhledar déclarent manquer d'armes lourdes ; les forces russes détiennent toujours un avantage numérique en termes de troupes et d'armement.
Le 2 novembre 2023, la 155e brigade d'infanterie tente de nouveau un assaut sur la ville et est défaite par la 72e brigade ukrainienne. Les pertes s'avèrent lourdes, avec peut-être 1 000 tués côté russe, ainsi que 60 véhicules détruits (dont des chars T-72B3 et T-80BV) contre 17 véhicules perdus par les Ukrainiens en une seule journée.
Le 10 mars 2024, les forces ukrainiennes affirment avoir repoussé une colonne de véhicules russes. Le 4 mai 2024, les Ukrainiens publient des photos de 32 véhicules russes endommagés ou détruits à la suite d'un assaut de la 5e brigade de chars, de la 37e brigade de fusiliers motorisés et de la 40e brigade d'infanterie de marine. Le 28 juin 2024, les forces ukrainiennes détruisent une colonne russe à Vouhledar ayant tenté de percer les défenses de la 72e brigade mécanisée. L'unité affirme avoir détruit 16 chars T-80, 34 véhicules de combat et 19 motos, et tué ou grièvement blessé plus de 800 soldats russes lors de l'assaut.

### Encerclement et prise de la ville (à partir de septembre 2024)
À partir de septembre 2024, la Russie réalise une série de gains tactiques qui menacent Vouhledar d'encerclement, au nord en prenant Vodiane, et à l'ouest en capturant Pretchysstivka. Le 22 septembre 2024, l'armée russe annonce avoir pris le contrôle du quartier est de la ville (quartier des datchas) et continue son offensive sur la localité. La situation est décrite comme « critique ».
Le 1er octobre 2024, après plus de deux ans de combats, les forces russes prennent la ville de Vouhledar,,. Il s'agit d'une victoire symbolique pour la Russie, qui s'empare d'une localité tenue par l'Ukraine depuis mars 2022. Sa prise pourrait également avoir des effets négatifs sur la logistique ukrainienne dans ce secteur du front, situé au sud-ouest de Donetsk, en obligeant l'Ukraine à reculer ses centres logistiques.